# Вири (селище станції)
Вири (рос. Выры) — селище станції в Майнському районі Ульяновської області Російської Федерації.
Населення становить 574 особи. Входить до складу муніципального утворення Вировське сільське поселення.

## Історія
Від 2004 року входить до складу муніципального утворення Вировське сільське поселення.

## Населення
| 2010 |
| ---- |
| 574  |